# Musica Nostalgica
Alfred Schnittke arrangeerde een eerdere compositie van hemzelf tot Musica Nostalgica in 1992.
Musica Nostalgica is een bewerking van het menuet uit zijn Suite in Oude Stijl uit 1972 voor viool met piano of kamerorkest. Deze bewerking voor cello en piano is opgedragen aan Mstislav Rostropovitsj. De gehele Suite in Oude Stijl is geschreven als een compositie uit de 18e eeuw. Echter, midden in deze Musica Nostalgica zit een modern glissando om aan te geven dat dit beslist geen compositie uit die tijd is. Dit polystilisme paste Schnittke in veel van zijn composities toe.